# Amstel Gold Race 1977
La 12ª edición de la Amstel Gold Race se disputó el 9 de abril de 1977 en la provincia de Limburg (Países Bajos). La carrera constó de una longitud total de 230 km, entre Heerlen y Meerssen.
El vencedor final fue el holandés Jan Raas (Frisol-Gazelle-Thirion) fue el vencedor de esta edición al imponerse en la línea de meta de Heerlen a sus dos compañeros de fuga. Los también holandeses Gerrie Knetemann y Hennie Kuiper (ambos del TI-Raleigh) fueron segundo y tercero respectivamente. 
Esta fue la primera victoria de Raas en esta carrera de las cinco que conseguiría.

## Clasificación final
| Pos. | Ciclista           | Equipo                 | Tiempo     |
| ---- | ------------------ | ---------------------- | ---------- |
| 1    | Jan Raas           | Frisol-Gazelle-Thirion | 5h 45' 55" |
| 2    | Gerrie Knetemann   | TI-Raleigh             | m. t.      |
| 3    | Hennie Kuiper      | TI-Raleigh             | m. t.      |
| 4    | Jos Schipper       | Ebo-Superia            | + 20"      |
| 5    | Freddy Maertens    | Flandria-Velda-Latina  | m. t.      |
| 6    | Roger de Vlaeminck | Brooklyn               | m. t.      |
| 7    | Francesco Moser    | Sanson                 | m. t.      |
| 8    | Walter Godefroot   | Ijsboerke-Colnago      | + 44"      |
| 9    | Eddy Merckx        | Fiat France            | m. t.      |
| 10   | Patrick Béon       | Peugeot-Esso-Michelin  | m. t.      |